# Tumori crvuljka
Tumori crvuljka (лат. neoplasma malignum appendicis vermiforis) su retki benigni (nekancerozni) ili zloćudni (kancerozni) obilici raka ovog dela debelog creva, koji se zbog otsutne simptomatologije retko otkrivaju. Otprilike polovina slučajeva je pronađena kod osoba koje su imale operaciju zbog akutnog zapaljenja crvuljka, dok je druga polovina otkrivena tokom CT dijagnostike sa crvuljkom nepovezanih stanja.

## Epidemiologija
Tumori crvuljka se smatraju podtipom neuroendokrinog karcinoma srednjeg creva, koji može nastati u jejunumu / ileumu, slepom crevu ili crvuljku. Ovi tumori nastaju iz ćelija sličnih enterohromafinu u zidu creva i često proizvode serotonin. 
Učestalost javljanja tumora crvuljka je jako mala i na novou je npr. incidencije ~ 0,16 do 1 osoba na 1.000 stanovnika u Sjedinjenim Američkim Državama svake godine. Ova vrednost se smagtra podcenjenom, jer se ovi tumori često smatraju „benignim“ i nisu uključeni u registre karcinoma. 
Prava incidencija je nepoznata. Postojeći podaci navode da ANC-i pokazuju malu dominaciju ženskog pola i češće javljanje  kod belaca i Afroamerikanaca nego kod ljudi azijskog / pacifičkog porekla.
Prosečna starost pacijenta u momentu  dijagnozi je 38 do 48 godina.

## Etiopatogeneza
Tumori crvuljka mogu biti benigni (nekancerozni) ili zloćudni (kancerozni), ili prema vrstama  mogu biti:
Karcinoidni, adenokarcinoidni i tumori peharastih ćelija crvuljka — koji sporo rastu počinju u crvuljku i predstavljaju otprilike pola do dve trećine slučajeva. Obično ne izazivaju simptome, osim ako se ne šire na druge organe.
Adenokarcinom debelog creva — javlja u oko 10% slučajeva raka debelog creva i razvija se na crvuljku, u blizini debelog creva.
Nekarcinoidni tumor crvuljka — počinje u zidu crvuljka i stvaraju gustu, ljepljivu supstancu nazvanu mucin, i zato nose i naziv nekarcinogeni mucinozni tumor.
Adenokarcinom krioidnih ćelija — je naređi, ali i najagresivniji oblik raka debelog creva
Adenomi i nemucinozni karcinomi — se dešavaju veoma retko.
Postoje i brojne druge prekancerozne izrasline crvuljka kojr se mogu naći tokom apendektomije. Većina se izleči samo uklanjanjem organa, ali neki zahtievaju praćenje jer mogu imati mali rizik od ponovne pojave.
Jedna od ovih vrsta izraslina su mukokele crvuljka  ili ciste na zidu crvuljka pronađene na CT snimku. Ova vrsta lezija nije kancerogena, ali rak se ne može isključiti ako se one ne uklone. 
Mezenhimalni tumori najčešće vode poreklo od glatkih mišića, poput lejomioma ili ređe lejomiosarkoma. Gastrointestinalni stromalni tumori (GIST), granularni celularni tumori, Kapoši sarkom se dešavaju veoma retko. Limfomi kod dece se najčešće javljaju kao Burkitovi limfomi. Otkriveni su i depoziti u crvuljku kod leukemija.

## Klinička slika
Klinička slika tumora crvuljka može biti bez simptome ili može izazvati nejasne simptome koji se često lako zanemanjuju sa drugim bolestima, sve dok se ne razviju ozbiljni problemi.

## Dijagnoza i diferencijalna dijagnoza
| Glavni simptomi raka crvuljka.       | - Nelagodnost u donjem desnom delu trbuha - Nadimanje trbuha - Otok trbuha, uzrokovan nakupljanjem tečnosti u trbušnoj duplji (ascites) - Refluks želudačnog sadržaja - Nedostatak apetita - Kratkoća daha (dispneja) - Problemi sa varenjem hrane - Zatvor i/ili proliv |
| Simptomi peritonealnog pseudomiksoma | - Trbuh je natečen zbog nakupljanjem mucina - Inguinalna kila kod muškaraca, kada se mucinozni tumor i/ili deo tankog cjeva izboče kroz slabo područje u donjem delu trbuha - Masa ili tumor jajnika kod žena                                                            |
| Simptomi zapaljenja crvuljka         | - Bol i/ili oteklina u donjem desnom delu trbuha - Groznica, povišena telesna tempertura - Povraćanje i/ili mučnina - Nedostatak apetita - Zatvor i/ili proliv |

## Terapija
Tumori crvuljka као i pseudomiksomi peritoneuma zahtevaju urgentno pre svega operativno lečenje, koje može biti dopunjeno hemoterapijom.
U mnogim slučajevima lečenje uključuje citoreduktivnu operaciju uz hipertermičnom intraperitonealnom hemoterapijom (akronim HIPEC).
Za izuzetno retke slučajeve ovih tumora sa udaljenim metastazama u prezentaciji, razmatranje hirurškog lečenja je razumno ako su metastatske lezije ograničene i mogu se ukloniti. Kako je ovo sporo rastući, indolentni tip tumora, metastazektomija može pružiti korist i povećati mogući ukupn rizik za preživljavanja, iako to nije definitivno dokazano. 
Za opsežne, neopozive metastaze u jetri ili kod pacijente koji nisu sposobni za operaciju, pokazalo se da analozi somatostatina poboljšavaju preživljenje bez napredovanja neuroendokrinih karcinoma srednjeg creva.
Alternativne sistemske mogućnosti lečenja uključuju terapiju radionuklidima peptidnih receptora i Everolimusom. 
Lečenje također može započeti tromesečnom sistemskom hemoterapijom, nakon koje sledi citoreduktivna operacija i HIPEC.

## Spoljašnje veze
|  | Molimo Vas, obratite pažnju na važno upozorenje u vezi sa temama iz oblasti medicine (zdravlja). |